# Calyptomyrmex brevis
Calyptomyrmex brevis är en myrart som beskrevs av Weber 1943. Calyptomyrmex brevis ingår i släktet Calyptomyrmex och familjen myror. Inga underarter finns listade.